# Белоключевка (Челябинская область)
Белоключёвка — посёлок в Троицком районе Челябинской области. Входит в состав Троицко-Совхозное сельское поселение.
Поселок основан 1907 году в Кособродской даче.

## География
Расположен в юго-вост. части района, в месте впадения в р.Уй, Белого ключа (по нему и название). Рельеф полуравнина. Ландшафт лесостепь, переходящая в степь. Поселок связан автомобильными дорогами соседним пунктами.  

## Население
| 2002 | 2010 |
| ---- | ---- |
| 306  | ↘258 |

По данным Всероссийской переписи, в 2010 году численность населения посёлка составляла 258.
В 1926 году население - 425.
В 1970 году население - 261.
В 1980 году население - 323.
В 1995 году население - 299.

## Улицы
- Мира улица
- Полевая улица
- Школьная улица

## Учреждения
- МКДОУ "Белоключевский детский сад" (закрыт)
- Филиал МБОУ «Скалистская средняя общеобразовательная школа имени Игоря Есина»[3].
- Белоключевская сельская библиотека
- Филиал ОПСП ТРОИЦКОЕ